# Diecezja Carapeguá
Diecezja Carapeguá (łac. Dioecesis Carapeguana) – rzymskokatolicka diecezja w Paragwaju. Została erygowana 5 czerwca 1978.

## Główne świątynie
- Katedra: Katedra Niepokalanego Poczęcia Najświętszej Marii Panny w Carapeguá

## Biskupi diecezjalni
- Angel Nicolás Acha Duarte (1978–1982)
- Celso Yegros Estigarribia (1983–2010)
- Joaquín Robledo (2010–2015)
- Celestino Ocampo Gaona (od 2018)